# Cerkiew św. Aleksandra Newskiego w Poczdamie
Cerkiew św. Aleksandra Newskiego – prawosławna cerkiew w Poczdamie, świątynia parafii w jurysdykcji Rosyjskiego Kościoła Prawosławnego. 

## Historia
Cerkiew została zbudowana na potrzeby rosyjskiej kolonii Alexandrowka. Wzorcem dla jej projektu, wykonanego przez architekta rosyjskiego Wasilija Stasowa, była Cerkiew Dziesięcinna w Kijowie, jednak typowe elementy staroruskiej architektury cerkiewnej zostały w niej połączone z rozwiązaniami klasycyzmu niemieckiego. Tak powstały obiekt miał być symbolem przyjaźni prusko-rosyjskiej. Kamień węgielny pod budowę świątyni został położony 11 września 1826 w obecności cesarza Fryderyka Wilhelma. Prace budowlane trwały przez trzy lata. 
W 1977 budynek został odremontowany. Cerkiew jest nadal czynna, zaś proboszcz jej parafii zamieszkuje w sąsiadującym domu w kolonii Alexandrowka.

## Architektura
Cerkiew wzniesiona jest na planie kwadratu z wyodrębnioną absydą, z czterema kopułami w narożnikach nawy oraz piątą, największą, pośrodku jej dachu. Znajdują się one na bębnach zdobionych rzędami półkolistych blend. Całość malowana jest na ciemnoróżowo. Na bocznych fasadach świątyni znajdują się wizerunki Chrystusa Zbawiciela (fasada zachodnia), Teodora Stratylatesa (północna) oraz Aleksandra Newskiego (południowa). Okna w świątyni są półkoliste, pomiędzy nimi zlokalizowano białe półkolumny. Wejście do świątyni ma kształt oślego łuku. 
Jednorzędowy ikonostas we wnętrzu obiektu wykonany jest w stylu klasycystycznym.

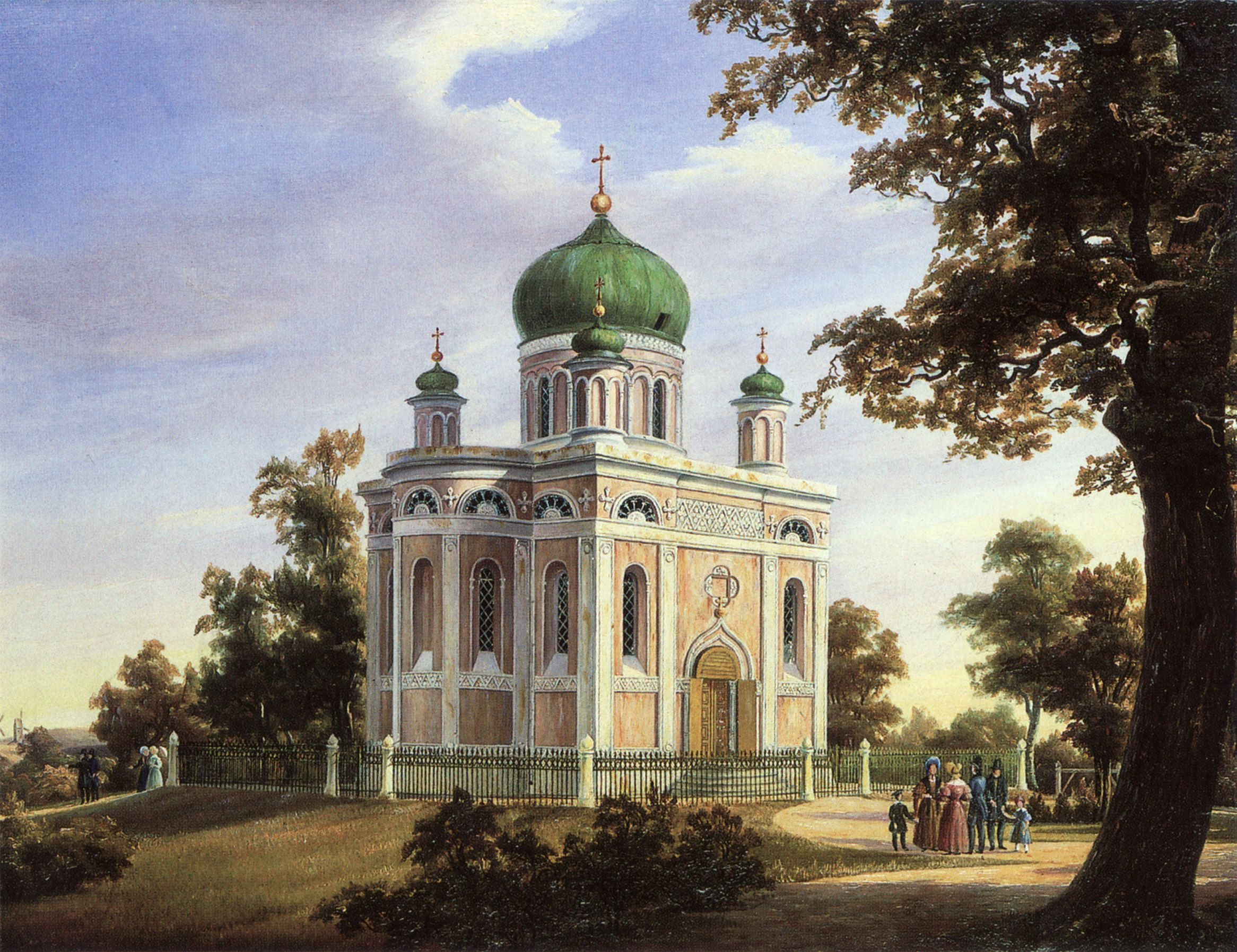
Cerkiew na obrazie Carla Daniela Freydancka z 1838
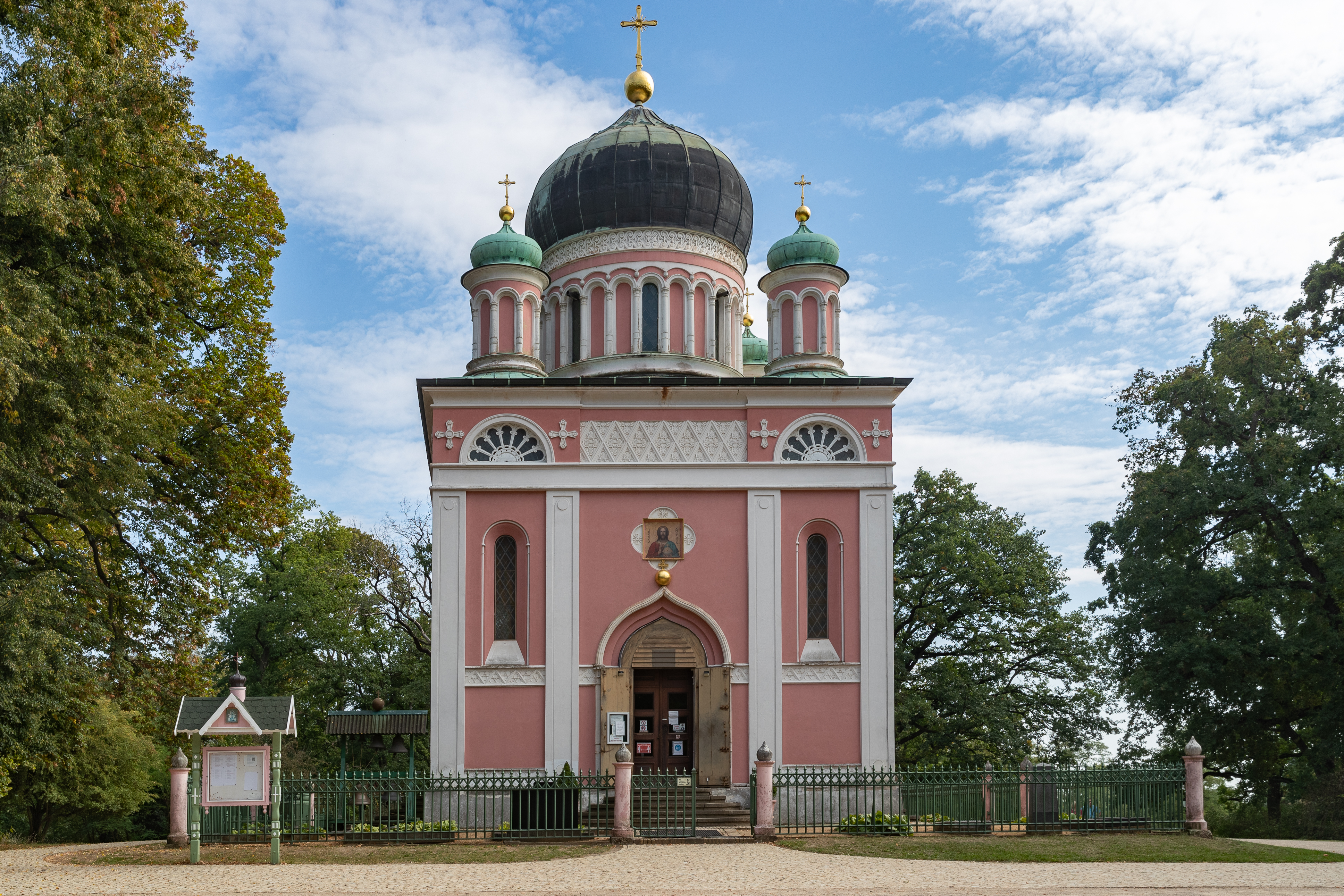
Cerkiew od frontu
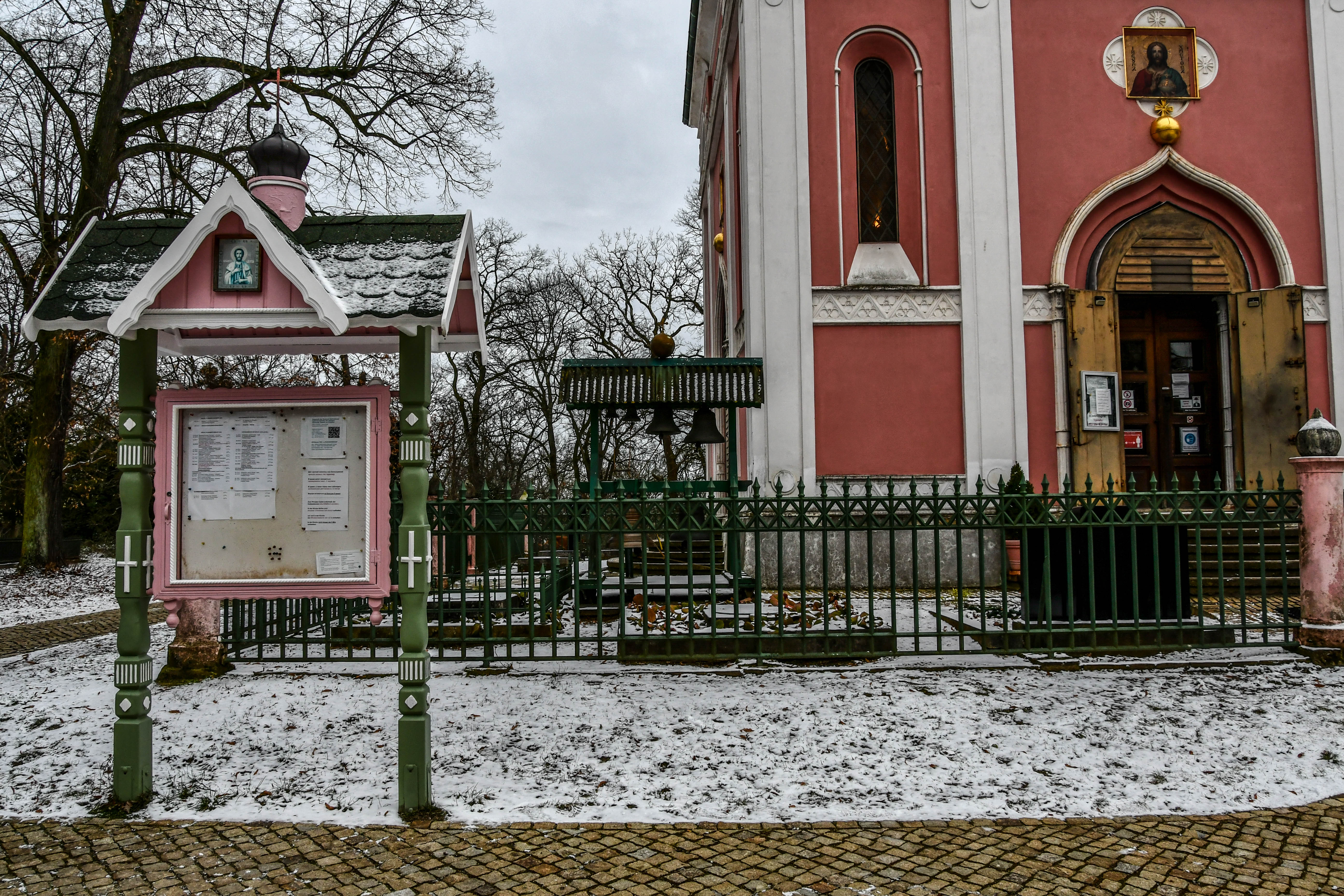
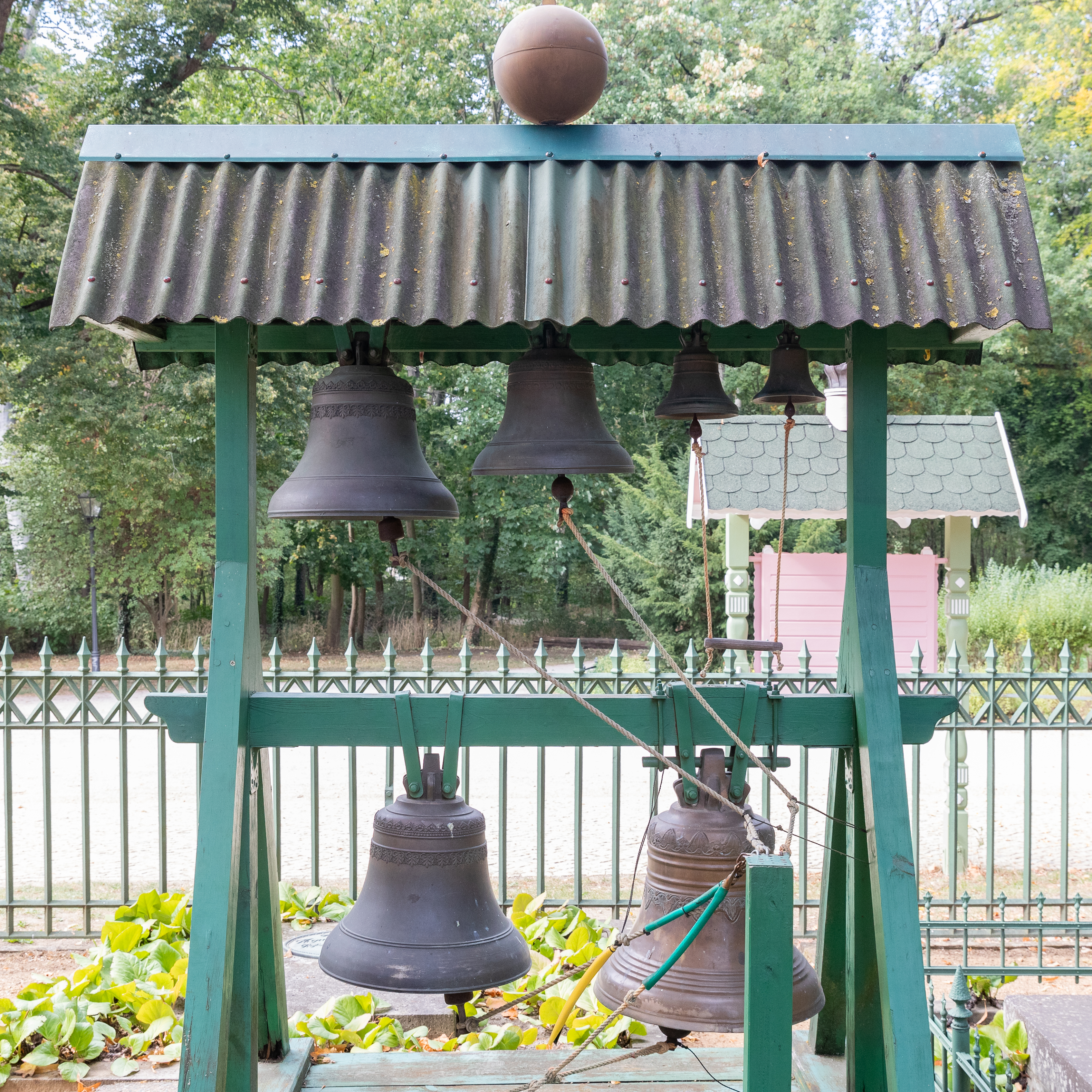
Dzwonnica